# 少林保卫团
少林保卫团，即少林寺保卫团、少林寺防卫团，是民国元年（1912年），由少林寺武僧组建的一支僧兵武装。时任少林寺方丈恒林担任第一任“少林寺保卫团团总”，为地方民团性质。恒林涅槃后，其弟子妙兴接任「团总」的职务。
少林寺保卫团在成立之初，曾积极维护当地治安，多次击败当地流竄的土匪。后来妙兴率少林寺保卫团加入了吴佩孚的军队，冯玉祥參與國民黨北伐，少林寺防卫团在與馮的交战中被消灭，最终导致石友三率兵火烧少林寺。